# MLB Draft 1977
Der MLB Draft 1977 war der 13. Draft, der von der Major League Baseball veranstaltet wurde. An erster Stelle wurde Harold Baines von den Chicago White Sox ausgewählt.

## Hintergrund
Besonders erfolgreich verlief der Draft für die Montreal Expos, die zunächst Bill Gullickson an zweiter Stelle sowie anschließend Pitcher Scott Sanderson in der dritten Runde und Outfielder Tim Raines in der fünften Runde auswählten. Weitere interessante Draft Picks waren Infielder Paul Molitor von den Milwaukee Brewers, Pitcher Richard Dotson von den California Angels und Catcher Terry Kennedy von den St. Louis Cardinals.
Zu den Besonderheiten des Draft zählt die Wahl von Danny Ainge von der Brigham Young University in der 15. Runde durch die Toronto Blue Jays, welcher ebenfalls von den Boston Celtics gedraftet wurde und später eine erfolgreiche Karriere als Basketballspieler und -trainer führte.

## Erstrundenwahlrecht
|  | = All-Star |  |  | = Baseball Hall of Famer |

| Pick | Spieler           | Mannschaft            | Position | Schule                       |
| ---- | ----------------- | --------------------- | -------- | ---------------------------- |
| 1    | Harold Baines     | Chicago White Sox     | OF       | St. Michaels, Maryland       |
| 2    | Bill Gullickson   | Montreal Expos        | RHP      | Orland Park, Illinois        |
| 3    | Paul Molitor      | Milwaukee Brewers     | SS       | University of Minnesota      |
| 4    | Tim Cole          | Atlanta Braves        | LHP      | Saugerties, New York         |
| 5    | Kevin Richards    | Detroit Tigers        | RHP      | Wyandotte, Michigan          |
| 6    | Terry Kennedy     | St. Louis Cardinals   | C        | Florida State University     |
| 7    | Richard Dotson    | California Angels     | RHP      | Cincinnati, Ohio             |
| 8    | Brian Greer       | San Diego Padres      | OF       | Brea, Kalifornien            |
| 9    | David Hibner      | Texas Rangers         | SS       | Howell, Michigan             |
| 10   | Craig Landis      | San Francisco Giants  | SS       | Napa, Kalifornien            |
| 11   | Bruce Compton     | Cleveland Indians     | OF       | Norman, Oklahoma             |
| 12   | Randy Martz       | Chicago Cubs          | RHP      | University of South Carolina |
| 13   | Andrew Madden     | Boston Red Sox        | RHP      | New Hartford, New York       |
| 14   | Ricky Adams       | Houston Astros        | SS       | Montclair, Kalifornien       |
| 15   | Paul Croft        | Minnesota Twins       | OF       | Morristown, New Jersey       |
| 16   | Wally Backman     | New York Mets         | SS       | Beaverton, Oregon            |
| 17   | Craig Harris      | Oakland Athletics     | RHP      | Sierra Vista, Arizona        |
| 18   | Anthony Nicely    | Pittsburgh Pirates    | OF       | Dayton, Ohio                 |
| 19   | Drungo Hazewood   | Baltimore Orioles     | OF       | Sacramento, Kalifornien      |
| 20   | Bob Welch         | Los Angeles Dodgers   | RHP      | Eastern Michigan University  |
| 21   | Mike Jones        | Kansas City Royals    | LHP      | Pittsford, New York          |
| 22   | Scott Munninghoff | Philadelphia Phillies | RHP      | Cincinnati, Ohio             |
| 23   | Steve Taylor      | New York Yankees      | RHP      | University of Delaware       |
| 24   | Tad Venger        | Cincinnati Reds       | 3B       | Newhall, Kalifornien         |
| 25   | Tom Goffena       | Toronto Blue Jays     | SS       | Sidney, Ohio                 |
| 26   | Dave Henderson    | Seattle Mariners      | OF       | Dos Palos, Kalifornien       |

* Hat keinen Vertrag unterschrieben

## Weitere erwähnenswerte Spieler
- Terry Francona, 2. Runde, insgesamt 38. Spieler; wurde in MLB Draft 1980 erneut ausgewählt
- Mookie Wilson, 2. Runde, insgesamt 42. Spieler
- Brian Harper, 4. Runde, insgesamt 85. Spieler
- Ozzie Smith, 4. Runde, insgesamt 86. Spieler
- Tim Raines, 5. Runde, insgesamt 106. Spieler
- Jesse Barfield 9. Runde, insgesamt 233. Spieler
- Chili Davis, 11. Runde, insgesamt 270. Spieler
- Danny Ainge, 15. Runde, insgesamt 389. Spieler
- Tony Phillips, 16. Runde, insgesamt 416. Spieler